# Mølleparken (Aarhus)
 For alternative betydninger, se Mølleparken. (Se også artikler, som begynder med Mølleparken)
Mølleparken er en offentlig park i Århus Midtby. Mølleparken blev anlagt i 1926 på det sted, hvor Aarhus Mølle havde ligget ved Aarhus Å siden 1200-tallet. I dag ligger parken ved siden af ARoS Aarhus Kunstmuseum og udgør en del af hovedstien for fodgængere mellem ARoS og Latinerkvarteret.
Mølleparken blev kraftigt omlagt i 2006-2008 som en del af fritlægningen af Aarhus Å, og den indeholder i dag store, åbne rekreative områder med faciliteter til gadesport såsom basketball, panna og bordtennis samt betonborde til at spille skak, backgammon og dam på.
Der er opstillet 11 buster af danske forfattere i den nordlige ende af parken, og de forestiller Steen Steensen Blicher, Marie Bregendahl, J. P. Jacobsen, Johannes V. Jensen, Jakob Knudsen, Thøger Larsen, Jacob Paludan, Henrik Pontoppidan, Johan Skjoldborg, Harry Søiberg og Jeppe Aakjær. Bronzeskulpturen af Elskovskampen fra den oprindelige park, udført af Johannes Berg, står der stadig, og i 2014 blev den bevægelige skulptur Snake af den internationalt anerkendte billedhugger Phil Price opstillet i parken efter byrådet havde indkøbt den. Den blev købt efter at være blevet kåret som publikums favorit ved Sculpture by the Sea i 2013 på Tangkrogen.

## Historie
Vandmøllen i Aarhus blev nævnt første gang i 1289. Den var krongods indtil 1664. De senere ejere opkøbte land langs Aarhus Å, og skabte de haver, der blev begyndelsen på Mølleparken. Aarhus Mølle fungerede som vandmølle til 1870erne og derefter som dampmølle til 1903. Aarhus Kommune købte møllegrunden i 1909, men med den klausul, at Ernst og Wilhelmine Weiss kunne blive boende. Efter Wilhelmine Weiss' død i 1926 blev møllebygningerne flyttet til Den Gamle By og der blev anlagt en park på stedet.
Fra 1934 lå indgangen til Aarhus Hovedbibliotek i Mølleparken, hvilket er årsagen til, at der er blevet opstillet buster af forfattere. Parken er blevet renoveret i 2014, og i sommeren 2015 blev biblioteksfunktionerne flyttet til Dokk1 ved havnefronten. Konsortiet Biblioteksparken A/S er i færd med at renovere og ombygge den tidligere biblioteksbygning til et hostel med 444 sengepladser samt på vestsiden af denne at opføre et nyt boligbyggeri med 85 lejligheder. Det nye hostel, BOOK1 Design Hostel, skulle efter planen være indviet i marts 2020. Åbningen er dog blevet udskudt på ubestemt tid på grund af coronavirus.

## Galleri
- Aarhus Å blev fritlagt i 2006-2008.
- Rekreativt område ved åen i 2008.
- Bordtennisbord og det tidligere bibliotek i baggrunden.
- Panna-bur
- Brætspilsborde.
- Offentlige toiletter
- Stort bøgetræ.